# Măgurele (gmina w okręgu Prahova)
Măgurele – gmina w Rumunii, w okręgu Prahova. Obejmuje miejscowości Coada Malului, Iazu i Măgurele. W 2011 roku liczyła 4749 mieszkańców.